# Saz

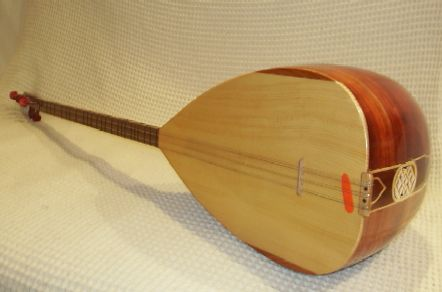
Bağlama

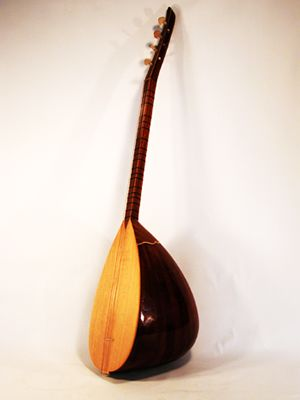
Bağlama mit kurzem Hals

Saz  (türkisch, persisch ساز) bezeichnet eine Gruppe von Langhalslauten, die vom Balkan bis Afghanistan verbreitet sind und unter anderem in der Musik der Türkei, der kurdischen, iranischen, armenischen, aserbaidschanischen und afghanischen Musik gespielt werden. Der Hauptvertreter dieser Zupfinstrumente in der Türkei ist die mittelgroße bağlama. Die bağlama ist das am meisten gespielte traditionelle Begleitinstrument der türkischen Barden, die man in Anatolien und im Kaukasus Aşık („der Liebende“) nennt.

## Name
Das Wort saz (persisch bzw. osmanisch-türkisch ساز) stammt aus dem Persischen, wo sāz allgemein „Musikinstrument“ und im Besonderen eine Form der hölzernen Kegeloboe sorna bedeutet. Im Türkischen umfasst saz zunächst mehrere Musikinstrumente, wie Saiteninstrumente (telli sazlar), Streichinstrumente (yaylı sazlar), Blasinstrumente (üflemeli oder nefesli sazlar) und Schlaginstrumente (vurmalı sazlar). Im engeren Sinn werden nur Saiteninstrumente, insbesondere die bağlama, als saz bezeichnet.
Die Bezeichnung bağlama (von bağlamak, „binden, zusammenschließen“) wird oft als Synonym verwendet. Namensverwandt sind die griechische Langhalslaute mit birnenförmigem Korpus und drei Doppelsaiten baglamas und im Süden Albaniens die seltene bakllama mit drei einzelnen Saiten.

## Arten

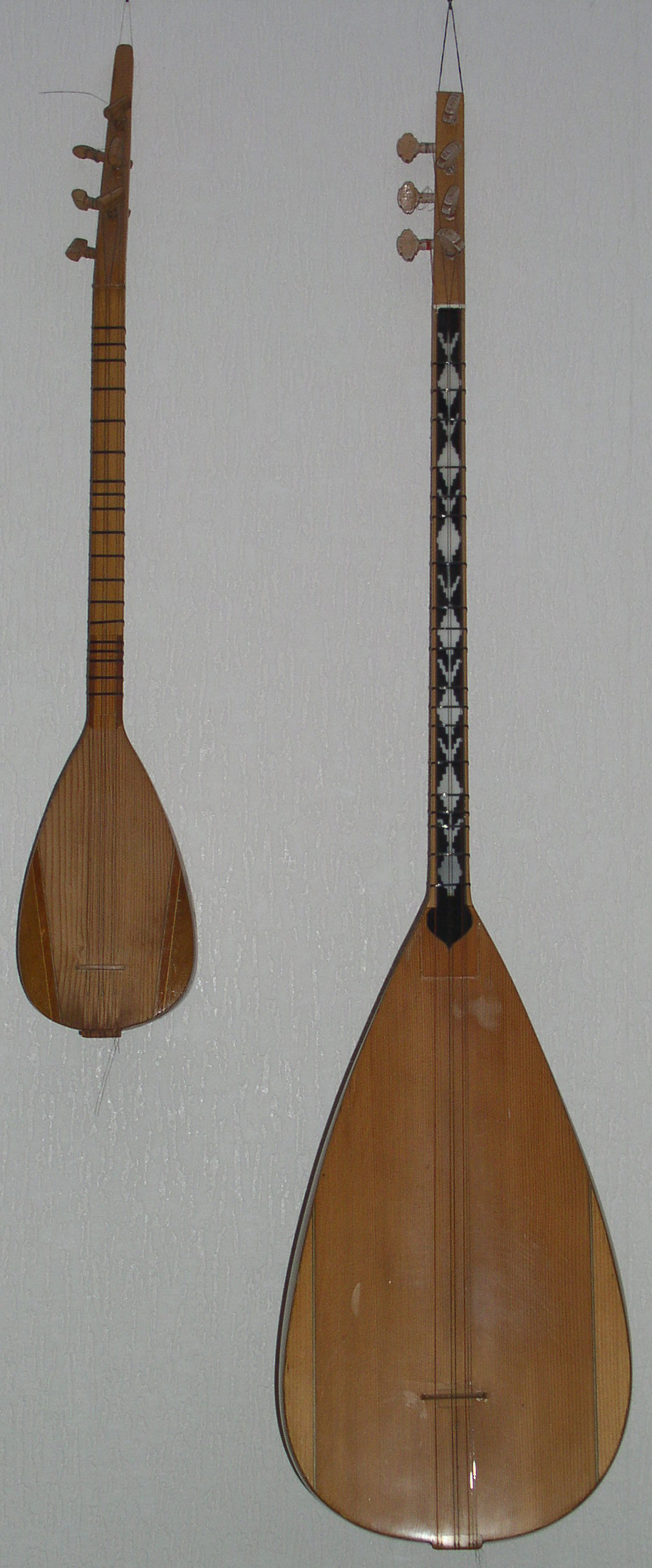
Cura (links) und bağlama (rechts)

Je nach Halslänge wird unterschieden in saz mit kürzerem Hals (kısa sap): cura und çöğür sowie mit längerem Hals (uzun sap): tambura, bağlama, divan (auch: aşık) sazı und meydan sazı. Die kleinste Laute mit dem höchsten Ton und einer Korpuslänge von 15 bis 25 cm ist die cura, die größte mit einer Korpuslänge von 52,5 cm ist die, fälschlicherweise oft mit der divan sazı gleichgesetzte, meydan sazı. Das geläufigste Instrument ist die bağlama.
Weitere west- und zentralasiatische Lauteninstrumente sind baz, berene, bozuk, bulgarı, çağur, çöğür (choghur), çeşte, destek, dıngıra, dıngırdak, dombra, dutar, harek, irızva, komuz, kopuz, ruzba, sazılak und tar.
Ähnliche Instrumente finden sich im Balkanraum, Griechenland, Armenien, Aserbaidschan, Iran und in Zentralasien.
In der türkischen volkstümlichen Musik oder im türkischen Rock und Pop gibt es die elektrische Saz, welche es generell in zwei Ausführungen gibt:
1. die klassische Form (Birnenform), bei der es sich um eine traditionelle saz zuzüglich eines Piezo-Tonabnehmers handelt, und
2. im E-Gitarren-Look mit vergleichbarem Tonabnehmersystem.

## Türkische Saz

### Bauform und Verbreitung
Wie bei einer Europäischen Laute oder Gitarre hat der Hals Bünde, wobei allerdings mehr Bünde für den größeren Tonvorrat der Makams vorhanden sind. Die saz wird heute meist mit einem kleinen, länglich geformten Plektrum (mızrap oder tezene) gespielt, das entweder aus Kirschholz oder aus einer Gummi-Plastikmischung besteht. Die früher übliche Şelpe-Technik (şelpe, „streichen, zupfen“), bei der die Saiten mit den Fingern zum Schwingen gebracht werden, wird seit einigen Jahren wiederbelebt und weiterentwickelt. Mittlerweile gibt es auch eine Saz-Variante, die man streicht.
Einen wichtigen Platz nimmt die Kurzhals-Bağlama im Alevitentum ein. Sie ist wesentlicher Bestandteil des Versammlungsrituals (Cem), in der unter Verwendung der Bağlama Gedichte (Deyiş) vorgetragen oder gesungen werden, sowie der Semah getanzt wird. Nahezu jeder alevitische Geistliche spielt bağlama, da es ohne diese nicht möglich ist, den Cem zu leiten.

### Stimmung
In der Regel verfügt das Instrument über 6–7 Saiten, die zu drei Chören zusammengefasst sind (selten: vier zweisaitige Chöre bei der sog. dört telli, dt. „Viersaitige“). Der obere und der mittlere Chor besteht jeweils aus zwei, der untere aus zwei oder drei Saiten. Im oberen und im unteren Chor gibt es je eine Bass-Saite, die dicker ist als die anderen. Die zwei geläufigsten Stimmungen (düzen) des Instruments sind La-Re-Mi (A-D-E) (bağlama düzeni – Bağlamastimmung) und La-Re-Sol (A-D-G) (bozuk oder kara düzen – dunkle Stimmung). Letztere wird eher bei langhalsigen Instrumenten verwendet. Des Weiteren gibt es:
- Abdal Düzeni: La-La-Sol (A-A-G)

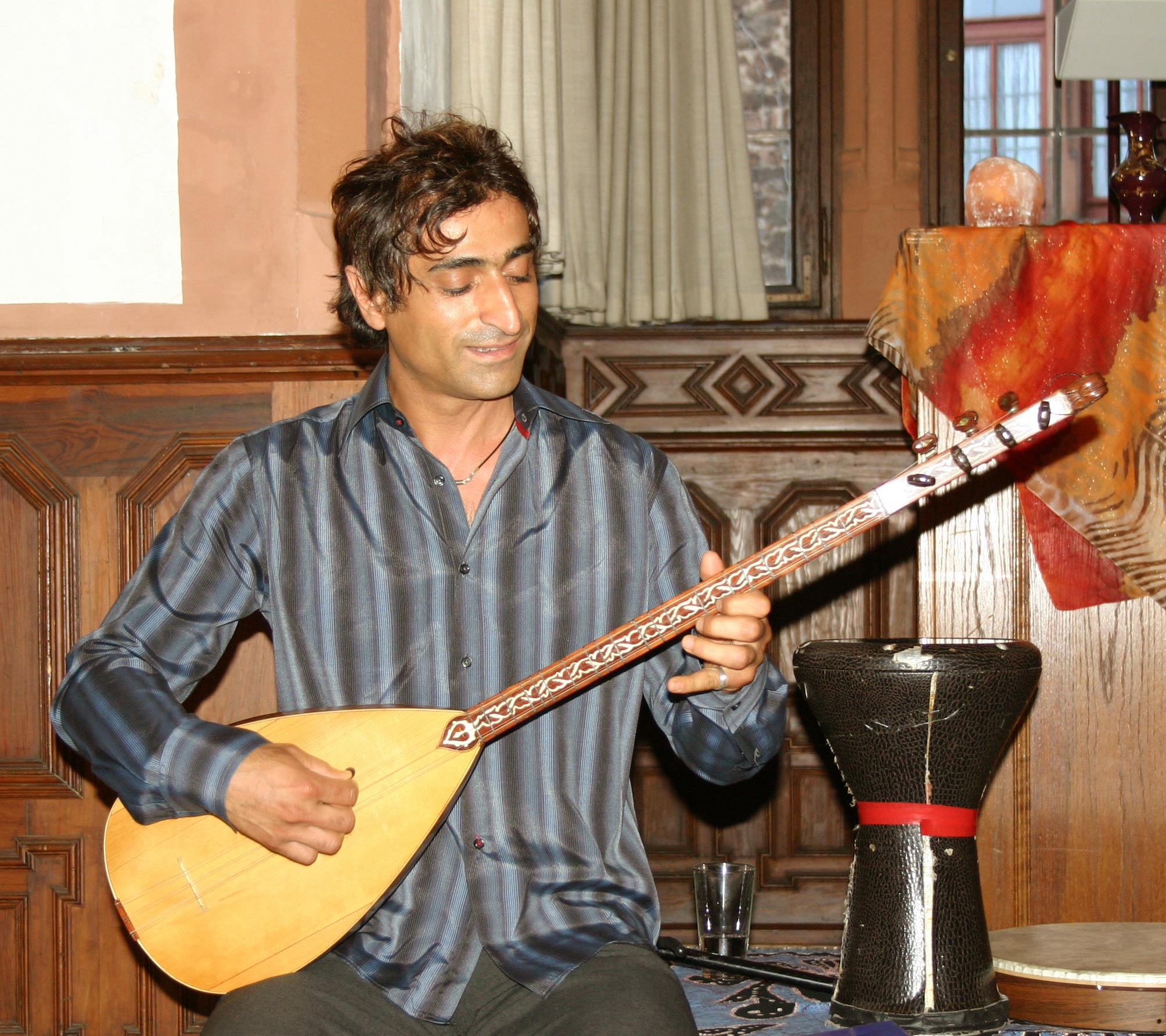
Türkischer Saz-Spieler

- Acemaşiran Düzeni: La-La-Fa (A-A-F)
- Çargah Düzeni: La-Re-Sol (A-D-G)
- Eviç Düzeni: La-Si-Sol (A-B-G)
- Hüseyni Düzeni: La-La-Mi (A-A-E)
- Hüzzam Düzeni: La-La-Fa# (A-A-F#)
- Kayseri Düzeni: La-Mi-La (A-E-A)
- Kütahya Düzeni: La-Re-Re (A-D-D)
- Misket Düzeni: La-Re-Fa# (A-D-F#)
- Müstezat Düzeni: La-Re-Fa (A-D-F)
- Rast Düzeni: La-Do-Sol (A-C-G)
- Sabahi Düzeni: La-Do-La (A-C-A)
- Segah Düzeni: La-Re-Si (A-D-B)
- Şur Düzeni: La-Mi-Si (A-E-B)
- Ümmi Düzeni: La-La-Re (A-A-D)
- Yeksani (auch: Irızva) Düzeni: La-Re-La (A-D-A)
- Zirgüle Düzeni: La-Fa-Sol (A-F-G)